# Organización territorial de Santander (Colombia)
El departamento colombiano de Santander está subdividido en 87 municipios, los que han sido agrupados en Provincias, Núcleos de Desarrollo Provincial (hasta su derogración en 2008) y un Área Metropolitana.

## Categorización municipal
Los municipios del departamento de Santander, como en el resto de Colombia, se clasifican en siete categorías según su población e ingresos, con su capital, Bucaramanga, clasificada en una categoría especial. 
1. Municipios de categoría especial: Distrito Especial de Barrancabermeja
2. Municipios de primera categoría: Floridablanca.
3. Municipios de segunda categoría: Girón y Piedecuesta.
4. Municipios de tercera categoría: Los Santos.
5. Municipios de cuarta categoría: Cimitarra, Lebrija, Puerto Wilches, Rionegro, Sabana de Torres, San Gil, San Vicente de Chucurí y Socorro.
6. Municipios de quinta categoría: Aratoca, Barbosa, Barichara, Bolívar, El Carmen de Chucurí, El Playón, Landázuri, La Paz, Málaga, Mogotes, Molagavita, Oiba, Puente Nacional, San Andrés, Simacota, Suaita, Sucre, Vélez, Villanueva y Zapatoca.
7. Municipios de sexta categoría: agrupa el resto de municipios, que son Aguada, Albania, Betulia, Cabrera, California, Capitanejo, Carcasí, Cepitá, Cerrito, Charalá. Charta, Chima, Chipatá, Concepción, Confines, Contratación, Coromoro, Curití, El Guacamayo, El Peñón, Encino, Enciso, Florián, Galán, Gámbita, Guaca, Guadalupe, Guapotá, Guavatá, Güepsa, Hato, Jesús María , Jordán, La Belleza, Macaravita, Matanza, Ocamonte, Onzaga, Palmar, Palmas del Socorro, Páramo, Pinchote, Puerto Parra, San Benito, San Joaquín, San José de Miranda, San Miguel, Santa Bárbara, Santa Helena del Opón, Suratá, Tona, Valle de San José, la fuente y Vetas .

## División política
Si bien la figura de provincia no tiene fundamento jurídico en las normas vigentes, en Santander es utilizado este concepto por el sector oficial como el privado para denominar a los territorios que conforman al departamento.  El último "Inspector Provincial" existió hasta 1935.
La de mayor desarrollo es la de Soto que incluye el área metropolitana y le siguen Guanentá, Comuneros, Vélez, Yariguíes y García Rovira.
| Localización | Nombre        | Municipios | Descripción |
| ------------ | ------------- | --- | --- |
|              | Comunera      | Chima • Confines • Contratación • El Guacamayo • Galán • Gámbita • Guadalupe • Guapotá • Hato, Oiba • Palmar • Palmas del Socorro • Santa Helena del Opón • Simacota • Socorro • Suaita                          | Antes llamada también Provincia de Socorro, al igual que su capital, la población de Socorro, situada a 121 km de Bucaramanga, el nivel de desarrollo económico se debe a la agricultura y a las artesanías. La provincia comunera es de gran importancia histórica porque fue uno de los ejes de la insurrección de los comuneros que afectó a la Nueva Granada en 1789. Socorro fue durante la colonia el centro administrativo de lo que hoy corresponde al departamento de Santander. El territorio actual fue poblado por la etnia indígena Guane. |
|              | García-Rovira | Capitanejo • Carcasí • Cepitá • Cerrito • Concepción • Enciso • Guaca • Macaravita • Málaga • Molagavita • San Andrés • San José de Miranda • San Miguel                                                         | Estaba habitada por los grupos étnicos Laches y Chitareros, los cuales mantuvieron un profundo sentimiento de pertenencia hacia esta región. Su capital Málaga, fundada el 10 de marzo de 1531, es el principal centro de acopio y comercialización de esta región. Es conocida por ser una ciudad estudiantil y por sus tradicionales ferias y fiestas de San Jerónimo. La provincia tiene una temperatura que oscila entre los 6 y los 27 grados centígrados, mostrando un ambiente variado de tierras cálidas, frías, páramos, montañas y bosques. En su economía se destaca la actividad agrícola. En las artesanías destacan: cestería, alpargatería, sombreros de ramo, vasijas de barro y tejidos. |
|              | Guanentá      | Aratoca • Barichara • Cabrera • Coromoro • Curití • Charalá • Encino • Jordán • Mogotes • Ocamonte • Onzaga, Páramo • Pinchote • San Joaquín • San Gil • Valle de San José • Villanueva                          | Recibe su nombre en honor al grupo étnico de indígenas Guanes que la habitaba, se conoció también como provincia de San Gil, debido a la ciudad fundada el 17 de marzo de 1689. La región cuenta con la imponencia del Cañón del Chicamocha, y los ríos Suárez y Fonce. Su capital es el municipio de San Gil, ubicada a 96 km de Bucaramanga, y tiene una temperatura promedio de 20 °C. En la actividad económica destaca la agricultura en cultivos de maíz, fríjol, la yuca, ají, arracacha, algodón y fique; la artesanía sobresale por sus trabajos en algodón, mármol y cerámica. |
|              | Soto Norte    | California • Charta • Matanza • Suratá • Tona • Vetas | Situada al norte del departamento de Santander, fundada en 1850. Recibió su nombre como homenaje al dr. Francisco Soto. En la provincia de Soto se encontraba la capital del departamento, Bucaramanga, y su área metropolitana que incluye también a Floridablanca, Girón y Piedecuesta. Su desarrollo sostenido de la economía se basa en la agricultura (café, algodón) las artesanías y el cuero; además de la extracción minera en los municipios de Vetas y California. |
|              | Vélez         | Aguada • Albania • Barbosa • Bolívar • Cimitarra • El Peñón • Chipatá • Florián • Guavatá • Güepsa • Jesús María • La Belleza • La Paz • Landázuri • Puente Nacional • Puerto Parra • San Benito • Sucre • Vélez | Situada al sur del departamento de Santander, su capital es el municipio de Vélez, fundada el 3 de julio de 1539 por el español Martín Galeano y registrada en todas las crónicas de la conquista española del Nuevo Reino de Granada. En la economía destacan las artesanías de las conservas de frutas, bocadillo, el azúcar, las mieles de caña, los lienzos de algodón, alpargatas, cabuyas de fique y cerámicas de arcilla. |
|              | Yariguíes     | Barrancabermeja • Betulia • El Carmen de Chucurí • Puerto Wilches • Sabana de Torres • San Vicente de Chucurí | Separada de la provincia de Soto, la provincia de Yariguíes debe su nombre a los indígenas de ese nombre que habitaban esa región, siendo estos sus primero habitantes. La provincia antes llamada de Mares, reemplazó su nombre al que tiene actualmente. La capital de la provincia es el puerto fluvial de Barrancabermeja, conocida también como la capital petrolera de Colombia. El clima varía entre los 17 °C y los 37 °C, su economía se basa en el petróleo, las artesanías, la ganadería y la agricultura. |
|              | Metropolitana | •Bucaramanga • El Playón • Floridablanca • Girón • Lebrija • Los Santos • Piedecuesta • Rionegro • Santa Bárbara • Zapatoca                                                                                      | |

### Núcleos de Desarrollo Provincial

Núcleos de Desarrollo Provincial.

Los núcleos de desarrollo provincial, creados según decreto gubernamental número 00304 del 6 de diciembre de 2005 y derogados por la ordenanza número 8 del 30 de mayo de 2008, tenían por fundamento la unión entre la planificación departamental y la iniciativa de carácter local y subregional. A pesar de que no ser lo mismo, tenían cierto parecido con el concepto viejo y poco operativo de las provincias. Fueron establecidas un total de 8: Guanentá, García Rovira, Comuneros, Mares, Metropolitano, Vélez, Carare-Opón y Soto Norte.
Trabajan en torno a lo ambiental para garantizar el uso y el manejo adecuado del medio natural de cada zona, buscando el máximo aprovechamiento de los recursos con el mínimo deterioro. En lo económico enfrenta la competitividad como propósito para adecuarse a las nuevas condiciones de la economía internacional y a economías cada vez más abiertas.
En lo sociocultural lograr mejor calidad de vida individual y mayor satisfacción colectiva a los menores costos y riesgos sociales. La mejor calidad de vida individual se asocia a la dimensión cultural, donde el rescate de la cultura es el principal baluarte para el desarrollo, fortaleciendo la Santandereanidad y con ello construir identidad a través del reconocimiento de tradiciones.
También actúan en torno a lo político administrativo y emprenden acciones conjuntas, conducentes a la materialización de programas y proyectos de afectación común. Es pensar en la localización de los asentamientos humanos y sus vínculos.
| Nombre        | Municipios | Descripción |
| ------------- | --- | --- |
| Comuneros     | Socorro, Chima, Hato, Confines, Oiba, Contratación, Palmar, El Guacamayo, Simacota, Galán, Gámbita, Suaita, Guadalupe, Palmas del Socorro, Guapotá.                               | |
| Guanentá      | San Gil, Aratoca, Barichara, Cabrera, Cepitá, Coromoro, Curití, Charalá, Encino, Jordán, Mogotes, Ocamonte, Páramo, Pinchote, San Joaquin, Valle de San José, Villanueva, Onzaga. | |
| García Rovira | Málaga, Capitanejo, Carcasí, Cerrito, Concepción, Enciso, Guaca, Macaravita, Molagavita, San Andrés, San José de Miranda, San Miguel.                                             | |
| Mares         | Barrancabermeja, Betulia, El Carmen de Chucurí, Puerto Wilches, Sabana de Torres, San Vicente de Chucurí,                                                                         | |
| Metropolitana | Bucaramanga, Floridablanca, Girón, Piedecuesta, Lebrija, Los Santos, Santa Bárbara, Rionegro, zapatoca.                                                                           | |
| Vélez         | Vélez, Aguada, Barbosa, Chipatá, Florian, Guepsa, La Belleza, Puente Nacional, Sucre, Albania, Bolívar, El Peñón, Guavatá, Jesús María, La Paz, San Benito.                       | |
| Carare Opón   | Cimitarra, Landázuri, Santa Helena del Opón, Puerto Parra. | Posee uno de los últimos relictos de selva húmeda tropical, formando parte del Área de Conservación del Cerro de Armas incluidas en el distrito de manejo integrado de la Serranía de los Yariguíes. La economía es mayoritariamente rural que gira en torno a la producción y comercialización agropecuaria, agroforestal y forestal; cuenta con un hato ganadero mayormente extensivo; se cuenta con plantaciones de caucho, reforestación comercial y explotación del carbón.                                           |
| Soto Norte    | Matanza, California, Charta, El Playón, Suratá, Tona y Vetas. | La consolidación del circuito ecoturístico del Oro, la pavimentación de la vía Bucaramanga-Matanza-Suratá-California-Vetas-Berlín, le permitiría a este territorio integrarse a la dinámica económica del los corredores turístico y transversal de negocios internacionales con Venezuela y el Caribe. Tiene un alto potencial para su desarrollo, partiendo de su dotación de recursos naturales, su posición estratégica, la laboriosidad de sus gentes y sus actividades económicas compatibles con el medio ambiente. |